# Say Hello to Sunshine
Say Hello to Sunshine è il secondo album della band statunitense Finch, in vendita dal 7 giugno 2005.  Questo album segna un forte cambiamento dall'ultimo album, What It Is to Burn. Say Hello to Sunshine introduce un suono più forte, più grintoso, con più scream e meno pop-rock rispetto alle canzoni precedenti, come ad esempio Letters To You. L'album ha ricevuto reazioni contrastanti. Alcuni fans sono rimasti delusi, perché si aspettavano un sound simile a quello del precedente album, mentre altri hanno abbracciato il cambio di direzione. L'album è stato prodotto insieme a Jason Cupp (The Kite-Eating Tree, The Valley Arena), che ha anche prodotto l'EP Finch.
Nel 2006 i Finch hanno annunciato una pausa a tempo indeterminato. L'album Say Hello to Sunshine cominciava ad essere considerato l'ultimo della band. Ma, alla fine del 2007, la band ha annunciato che la pausa era finita e ha distribuito un nuovo EP nel luglio 2008.

## Tracce
Tutte le canzoni sono state scritte dai Finch.
1. Insomniatic Meat - 4.24
2. Revelation Song - 3.22
3. Brother Bleed Brother - 3.41
4. A Piece of Mind - 3.05
5. Ink - 3.35
6. Fireflies - 3.28
7. Hopeless Host - 4.19
8. Reduced to Teeth - 3.53
9. A Man Alone - 4.16
10. Miro - 3.13
11. Ravenous - 2.39
12. Bitemarks and Bloodstains - 4.39
13. The Casket of Roderick Usher - 1.50
14. Dreams of Psilocybin - 3.53

Bonus Tracks
1. Gak 2 - 5.39

- Edizione del Regno Unito.

1. Spanish Fly - 2.38

- Edizione Giapponese

## Curiosità
- La canzone Ink è presente nei giochi Burnout Revenge, Burnout Legends, Madden NFL 06, e NHL 06.

## Crediti
- Nate Barcalow - Voce
- Randy Strohmeyer - Chitarra solista
- Alex Linares - Chitarra ritmica
- Derek Doherty - Basso
- Marc Allen - Batteria
- Nick Buchmiller - Pianoforte in "Bitemarks and Bloodstains", "Miro" e "A Man Alone."[3]
- Jason Cupp / Ben Moore - Produzione